# Dragon C108

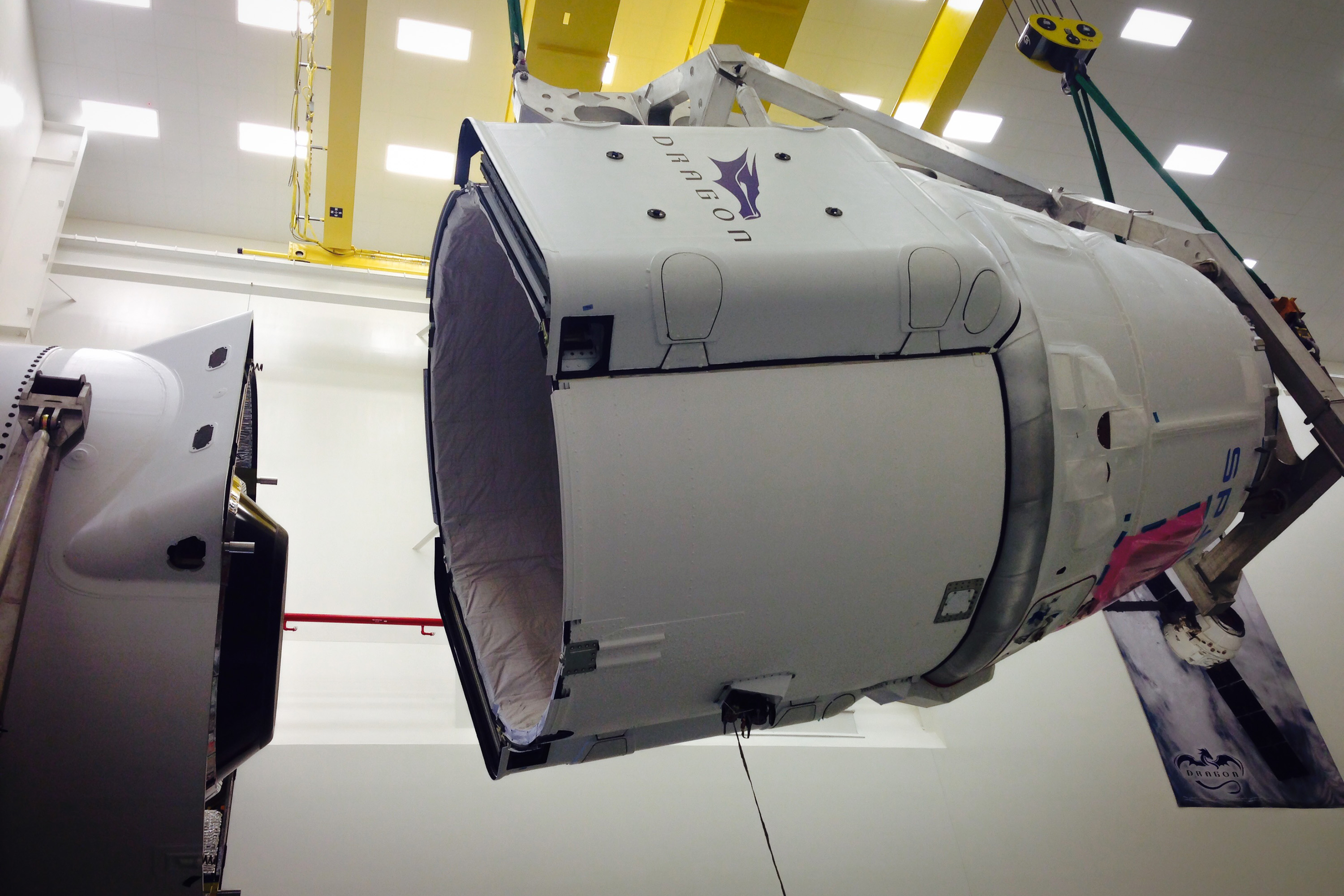
Příprava Dragonu na misi CRS-6

Dragon C108 je kosmická loď typu Dragon vyrobená společností SpaceX, která byla jako první dvakrát opakovaně použita. Poprvé letěla 14. dubna 2015 při misi CRS-6 k Mezinárodní vesmírné stanici, 21. května 2015 se vrátila na Zemi (do Tichého oceánu). Znovu letěla 15. prosince při misi CRS-13, zpět na Zemi se vrátila 13. ledna 2018. Potřetí letěla 25. července na misi CRS-18.
Loď byla od začátku navržena jako znovupoužitelná. Není jasné, kolik systémů lodi bylo při druhém letu lodi nových. Trunk lodi (nehermetizovaná nástavba, nesoucí také solární panely) byl samozřejmě nový, protože ten při návratu z oběžné dráhy vždy shoří v atmosféře. Nový byl také tepelný štít.
SpaceX se znovupoužitím lodi snaží ušetřit výrobní kapacity, které potřebuje na vývoj a výrobu lodi nového typu – Dragonu 2.

## Historie letů
| Číslo použití | Mise   | Emblém | Místo startu | Datum startu (UTC)       | Datum přistání (UTC)   | Poznámky                                       |
| ------------- | ------ | ------ | ------------ | ------------------------ | ---------------------- | ---------------------------------------------- |
| 1             | CRS-6  |        | SLC-40       | 14. dubna 2015, 20:10:41 | 21. května 2015, 16:42 |                                                |
| 2             | CRS-13 |        | SLC-40       | 15. prosince 2017 15:35  | 13. ledna 2018, 15:36  | Dragon poprvé letěl na použitém prvním stupni. |
| 3             | CRS-18 |        | SLC-40       | 25. července 2019 22:01  | 27. srpna 2019, 20:20  | První třetí let stejné lodi Dragon             |